# Потяг-утікач
Потяг-утікач (англ. Runaway Train) — американський фільм 1985 року.

## Сюжет
Двоє ув'язнених, Менні і Бак, здійснюють втечу з в'язниці, що розташована на Алясці. Їм вдається дістатися до засніженої залізничної станції і сісти на поїзд. У погоню за втікачами спрямовані всі сили місцевої поліції під керівництвом начальника в'язниці. Під час руху у машиніста стається серцевий напад, і поїзд виходить з-під контролю. Менні і Бак виявляють, що поїздом ніхто не керує, і зіскочити з нього вже не можливо. Їм необхідно щось терміново робити, поки не сталося невиправне.

## У ролях
| Актор             | Роль                      |
| ----------------- | ------------------------- |
| Джон Войт         | Оскар «Менні» Манхейм     |
| Ерік Робертс      | Бак МакГі                 |
| Ребекка Де Морней | Сара                      |
| Кайл Т. Хеффнер   | Френк Барстоу             |
| Джон П. Райан     | начальник в'язниці Ренкен |
| Т.К. Картер       | Дейв Принц                |
| Кеннет Макміллан  | Едді Макдональд           |
| Стейсі Пікрен     | Рубі                      |
| Волтер Вайатт     | Конлан                    |
| Едвард Банкер     | Йона                      |
| Том Лістер        | Джексон                   |
| Денні Трехо       | боксер                    |